# رايموند بوني
رايموند بوني (بالإنجليزية: Raymond Bonney)‏ هو لاعب هوكي جليد أمريكي، ولد في 5 أبريل 1892 في مقاطعة أوسويغو في الولايات المتحدة، وتوفي في 19 أكتوبر 1964 في أوتاوا في كندا.

## وصلات خارجية
- رايموند بوني على موقع EliteProspects.com (الإنجليزية)
- رايموند بوني على موقع HockeyDB.com (الإنجليزية)
- رايموند بوني على موقع أوليمبيديا (الإنجليزية)